# 合步樓公司
工業產品商貿公司（德語：Handelsgesellschaft für Industrielle Produkte，簡稱HAPRO），又稱合步樓公司，是1934年1月在德國柏林成立的公司，負責德國對中國的軍火銷售，以私有公司的形式避免其它國家的異議。:1671934年8月23日，國民政府財政部長孔祥熙與合步樓公司簽訂了《中德原材料及農產品與工業及其他產品互換條約》，又稱「合步樓條約」，中國開始用鎢砂、錳砂等戰略物資換取德國軍火。:169-170
1936年4月，孔祥熙與德國經濟部長簽訂以貨易貨協定，德國在合步樓公司開立一億馬克的循環信用帳戶，同時德意志國防軍直接管轄合步樓公司。:174當年中國經由該公司獲得價值2,400萬馬克的軍火，1937年增加到8,200萬馬克。:26
1938年2月，合步樓條約作廢。1938年8月，中德雙方對合步樓公司的帳目進行清理，有關報告說明：自1934年8月中德易貨合同實施后，中方對德訂貨（包括軍火和軍工設備）總值為3.89億馬克，已實施的長期訂單為1.4億馬克，由德國運抵中國的軍火截至1937年10月止為5,000萬馬克。1937年11月，應中方緊急訂貨，德方又從其國防軍裝備中抽調了5,300萬馬克軍火啟運來華。12月，德方又啟運了兩批包括十幾架俯沖轟炸機共值4,400萬馬克的軍火來華。